# Bílé Vánoce Lucie Bílé II.
Bílé Vánoce Lucie Bílé II. je v pořadí třinácté studiové album Lucie Bílé. Je to pokračování úspěšného alba Bílé Vánoce. Album obsahuje 13 vánoční písní, kde si zazpívali také Jan Toužimský a Radůza.

## Seznam písní
1. Vánoční expres [Winter Wonderland] (hudba Felix Bernard a Richard B. Smith, český text Václav Kopta)
2. Je Štědrý den [It's Christmastime] (hudba Jewel Kilcher, český text Radůza)
3. Seznam vánočních přání [Grown-up Christmas List] (hudba David Foster a Linda Thompson-Jenner, český text Radůza)
4. Slyš, andělé zpívají [Hark! The Herald Angels Sing] (hudba Felix Mendelssohn-Bartholdy, český text Radůza)
5. Nad Betlémem svítá [Hands] (hudba Jewel Kilcher a Patrick Leonard, český text Václav Kopta)
6. Jenom klid [Sleigh Ride] (Leroy Anderson a Mitchell Parish, český text Radůza)
7. Zvon volá nás (hudba Jan Toužimský, text Jan Macků)
8. Slyšte, co vám říkám [Do You Hear What I Hear?] (hudba Gloria Shayne a Noël Regney, český text Radůza)
9. Marie a svatá Anna (hudba a text Radůza)
10. Lední šou [Let It Snow! Let It Snow! Let It Snow!] (hudba Jule Styne a Sammy Cahn, český text Radůza)
11. Marie, zda víš [Mary, Did You Know] (hudba Buddy Greene a Mark Lowry, český text Radůza)
12. Dnes vám přeji hezké svátky [Holly Jolly Christmas] (hudba John Marks, český text Radůza)
13. Řekněte dětem... (hudba Petr Malásek, text Václav Kopta)

## Hudební aranžmá
- Jan Toužimský – zpěv (7)
- Radůza – zpěv (9)
- Petr Malásek – klávesové nástroje, piano (1, 2, 3, 4, 5, 6, 7, 8, 9, 10, 11, 12, 13)
- Josef Štěpánek – kytary (1, 2, 3, 4, 5, 6, 7, 8, 9, 10, 12)
- Martin Lehký – bass (1, 2, 3, 4, 5, 6, 7, 8, 9, 10, 11, 12)
- Pavel Zbořil – bicí (1, 3, 4, 5, 6, 7, 8, 10, 11, 12)
- Pavel Dvořáček – perkuse (1, 2, 3, 4, 5, 6, 7, 10, 12)
- František Kop – saxofony (10)
- Martin Čech – flétna (6)
- Přemysl Kubát – hoboj (2)
- Martina Bačová – sólo housle (11)
- Pražský studiový symfonický orchestr, dirigent Jan Smolík (1, 3, 4, 6, 7, 8, 11, 12)
- Naďa Wepperová, Alena Průchová, Markéta Amerighi, Kateřina Augustýnová, Adam Koubek, Jaromír Holub a sólisté Dětského pěveckého sboru Paprsek – sbor (1, 2, 4, 5, 6, 7, 8, 11, 12)

## Ocenění
- 2× Platinová deska